# Soleymieux
Soleymieux é uma comuna francesa na região administrativa de Auvérnia-Ródano-Alpes, no departamento de Loire. Estende-se por uma área de 8,8 km². Em 2010 a comuna tinha 680 habitantes (densidade: 77,3 hab./km²).